# Pretin
Pretin – miejscowość i gmina we Francji, w regionie Burgundia-Franche-Comté, w departamencie Jura.
Według danych na rok 1990 gminę zamieszkiwało 61 osób, a gęstość zaludnienia wynosiła 11 osób/km² (wśród 1786 gmin Franche-Comté Pretin plasuje się na 682. miejscu pod względem liczby ludności, natomiast pod względem powierzchni na miejscu 762.).